# Hannoveranare
Hannoveranare är en hästras med ursprung i Tyskland och är en av de mest kända och mest spridda av de europeiska varmblodshästarna. Aveln för att få fram en kombinerad jordbrukshäst och kavallerihäst började i statsstuteriet i Celle som grundades 1735 i nuvarande Niedersachsen i Tyskland. Rasens prestationsförmåga är väl dokumenterad bland annat genom en mängd olympiska segrar i både hoppning och dressyr. I den svenska halvblodsaveln har hannoveranskt blod flitigt använts.

## Historia
Hannoveranaren sägs ha sitt ursprung på stuteriet Celle i Niedersachsen, men redan innan dess var hästar från Hannover som kallades hannoveranare populära bland kungligheter. Kurfursten Ernst August av Hannovers (1628–1691) vapensköld pryddes av en vit häst från Hannover och de berömda "gräddvita" hästarna föddes upp på efterfrågan av kurfurstinnan Sofia av Pfalz vid det kungliga residenset Herrenhaus. Hannoveranaren användes även som vagnshäst vid kungahuset i England ända från 

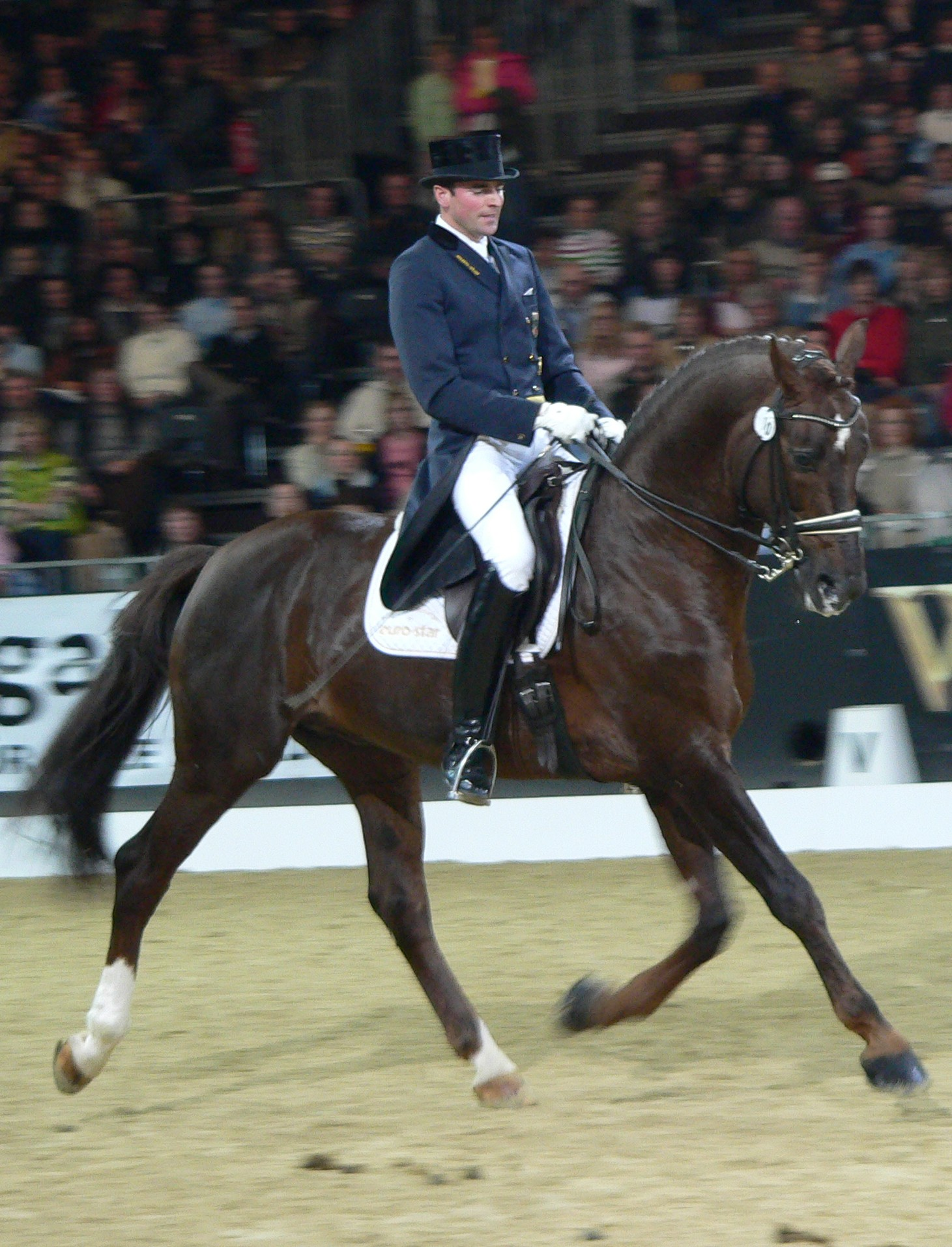
Hannoveranaren har gjort sig känd som en utmärkt sporthäst med meriter från både dressyr och hoppning. Här syns hingsten Goethe på Equitania år 2005.

Georg I:s tid från 1727 och fram till George V:s regering i slutet av 1800-talet.
År 1727 när Georg I blev kung i England började Tyskland importera den tidens fullblod för att förädla de ganska alldagliga stammarna i landet. Men grunden till Celles hannoveranare låg i 14 svarta hingstar av en annan tysk varmblodshäst, holsteinare. Holsteinaren hade ett enormt inflytande på hannoveranarna på stuteriet i hela 30 år efter att hingstarna hade anlänt till stuteriet. Ytterligare fullblod tillfördes och man fick fram en hästtyp med friare rörelser och av sådan kvalitet att den gått från en liten vagnshäst till en fullgod tävlingshäst som dög till både ridning och körning, samtidigt som den blev så stark att den klarade av lättare jordbruksarbete. Alla hästar på Celle registrerades från första start och under slutet av 1700-talet upprättade man detaljerade stamtavlor för alla hästar.
Under Napoleonkrigen tömdes stuteriet till stor del på alla avelshästarna och rasens framtid verkade hotad när stuteriet återuppfördes år 1816. Då fanns enbart 30 av de 100 hingstar som stuteriet hållit sig med kvar. Man importerade genast fler engelska fullblodshästar för att bygga upp ett stort hästbestånd. Man lånade även hästar från stuteriet i Mecklenburg dit många hästar hade evakuerats under krigen.
Under mitten av 1800-talet hade de flesta hannoveranarna en andel på 35 % fullblod i sig vilket resulterade i hästen blev alldeles för lätt för jordbruksarbete. Uppfödarna försökte då att föda fram en tyngre variant med hjälp av inhemska tyngre hästar.
När första världskriget bröt ut hade Cellestuteriet 350 hingstar. Men till skillnad mot under Napoleonkrigen ökade hästbeståndet under kriget, mycket tack vare att hannoveranarna uppskattades som draghästar för artilleriet och 1924 fanns över 500 hästar på stuteriet. Ett nytt stuteri uppfördes för att kunna hålla alla hästarna. På det nya stuteriet satte man de 100 viktigaste avelshingstarna. Detta stuteri var dock bara i bruk fram till 1961 och antalet hingstar hade varierat mycket, med minst antal under andra världskriget då hästen inte längre hade någon roll inom armén och istället slaktades för att få mat. Hannoveranaren fick även ett stort bakslag då det var stora skillnader i utseende och kvalitet på de lokala stammarna. Ytterligare en tysk varmblodshäst, trakehnaren, hade tagits till Cellestuteriet och de tillfördes nu i stammen. Under 1960-talet grundlade man även rasens standard för att få enhetliga karaktärer och utseende. Den ökande efterfrågan på ridsporthästar av hög kvalitet hjälpte hannoveranaren att skaffa sig ett namn utanför Tyskland.
Idag är rasen fortfarande populär inom ridsporten och på Celle betäcks över 8000 ston varje år av hingstarna på stuteriet och i olika hingstdepåer.

## Egenskaper

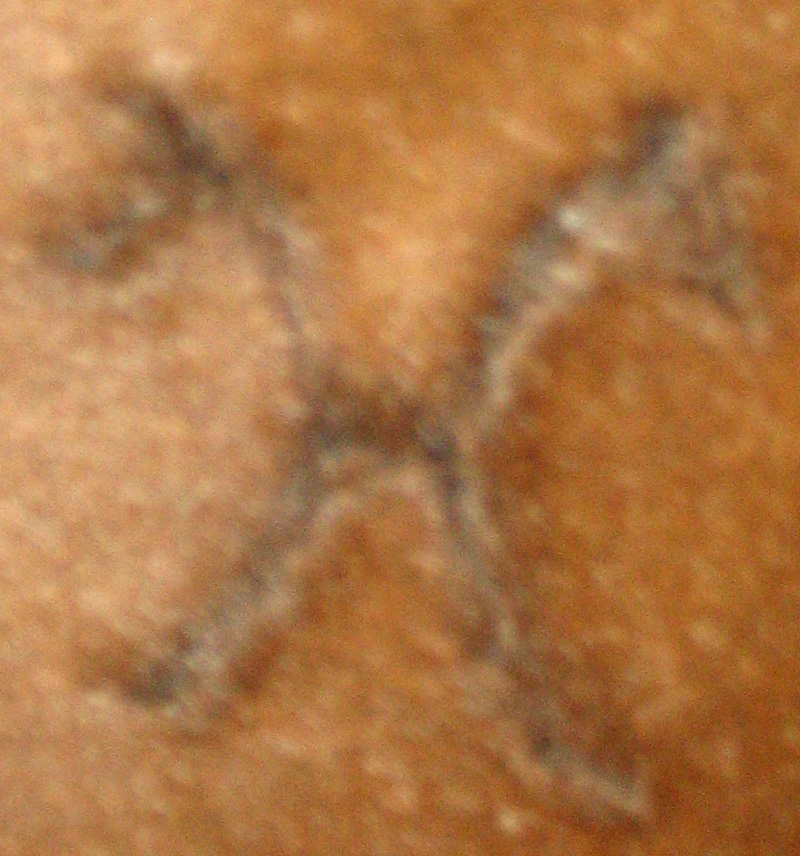
Det stiliserade H:et som är hannoveranarens eget sigill

Dagens hannoveranare varierar i typ och mankhöjd, men medelmankhöjden ligger mellan 160 och 175 centimeter, och hästarna är elegantare än sina föregångare vilket är ett resultat av utaveln med engelskt fullblod. Hannoveranaren är berömd för sina perfekta rörelser och sina talanger i ridsportens värld. En del hästar har ganska höga knälyft, ett arv från den tid då hannoveranaren mestadels användes som vagnshäst. Hannoveranarna brännmärks ofta med sitt eget sigill, ett stiliserat H med två hästhuvuden överst på de två långa sidostrecken.
Hannoveranaren är även populär för sitt lugna temperament, som är svårt att hitta hos andra varmblodshästar. Hästarna är även vackra med ett medelstort och ganska lätt huvud, lång och välformad hals och en välutvecklad manke. Typiskt för hingstarna inom rasen är nacken som har en lätt böjning.
Hannoveraner kan väga 500-700 kg och är en typisk varmblodshäst. Den har starka ben och breda och välformade leder. Hovarna är starka, hårda och välformade, en del som förbättrats avsevärt då detta var rasens stora svaghet. De svaga hovarna avlades bort med selektiv avel och svåra prestationsprov. Hannoveranaren är väl lämpad för dressyr, hoppning och fälttävlan.